# Juriën Gaari
Juriën Gaari (Kerkrade, 23 dicembre 1993) è un calciatore olandese, difensore dell'Abha e della nazionale di Curaçao.

## Caratteristiche tecniche
È un terzino destro.

## Carriera

### Club
Dopo aver giocato nelle giovanili del De Musschen, dell'Overmaas e dell'Excelsior, nel 2013 viene acquistato dal Kozakken Boys.

### Nazionale
Ha debuttato in nazionale il 5 ottobre 2016, in Curaçao-Antigua e Barbuda (3–0). Nel 2017 viene inserito nella lista dei convocati per la Gold Cup 2017.

## Statistiche

### Cronologia presenze e reti in nazionale
| Cronologia completa delle presenze e delle reti in nazionale ― Curaçao | Cronologia completa delle presenze e delle reti in nazionale ― Curaçao | Cronologia completa delle presenze e delle reti in nazionale ― Curaçao | Cronologia completa delle presenze e delle reti in nazionale ― Curaçao | Cronologia completa delle presenze e delle reti in nazionale ― Curaçao | Cronologia completa delle presenze e delle reti in nazionale ― Curaçao | Cronologia completa delle presenze e delle reti in nazionale ― Curaçao | Cronologia completa delle presenze e delle reti in nazionale ― Curaçao |
| Data                                                                   | Città                                                                  | In casa                                                                | Risultato                                                              | Ospiti                                                                 | Competizione                                                           | Reti                                                                   | Note                                                                   |
| ---------------------------------------------------------------------- | ---------------------------------------------------------------------- | ---------------------------------------------------------------------- | ---------------------------------------------------------------------- | ---------------------------------------------------------------------- | ---------------------------------------------------------------------- | ---------------------------------------------------------------------- | ---------------------------------------------------------------------- |
| 6-10-2016                                                              | Willemstad                                                             | Curaçao                                                                | 3 – 0                                                                  | Antigua e Barbuda                                                      | Qualificazioni alla Coppa dei Caraibi 2017                             | -                                                                      |                                                                        |
| 12-10-2016                                                             | Bayamón                                                                | Porto Rico                                                             | 2 – 4 dts                                                              | Curaçao                                                                | Qualificazioni alla Coppa dei Caraibi 2017                             | -                                                                      | 45’                                                                    |
| 18-6-2017                                                              | Willemstad                                                             | Curaçao                                                                | 0 – 0                                                                  | Nicaragua                                                              | Amichevole                                                             | -                                                                      | 64’                                                                    |
| 23-6-2017                                                              | Fort-de-France                                                         | Curaçao                                                                | 2 – 1                                                                  | Martinica                                                              | Coppa dei Caraibi 2017 - Semifinale                                    | -                                                                      | 86’                                                                    |
| 14-7-2017                                                              | Denver                                                                 | El Salvador                                                            | 2 – 0                                                                  | Curaçao                                                                | Gold Cup 2017 - 1º turno                                               | -                                                                      |                                                                        |
| 10-10-2017                                                             | Doha                                                                   | Qatar                                                                  | 1 – 2                                                                  | Curaçao                                                                | Amichevole                                                             | -                                                                      | 89’                                                                    |
| 27-3-2018                                                              | Willemstad                                                             | Curaçao                                                                | 1 – 0                                                                  | Bolivia                                                                | Amichevole                                                             | -                                                                      | 90’                                                                    |
| 5-6-2019                                                               | Buriram                                                                | Curaçao                                                                | 3 – 1                                                                  | India                                                                  | Amichevole                                                             | -                                                                      | 82’                                                                    |
| 8-6-2019                                                               | Buriram                                                                | Vietnam                                                                | 1 – 1 (5 - 6 dtr)                                                      | Curaçao                                                                | Amichevole                                                             | -                                                                      |                                                                        |
| 18-6-2019                                                              | Kingston                                                               | Curaçao                                                                | 0 – 1                                                                  | El Salvador                                                            | Gold Cup 2019 - 1º Turno                                               | -                                                                      |                                                                        |
| 22-6-2019                                                              | Houston                                                                | Honduras                                                               | 0 – 1                                                                  | Curaçao                                                                | Gold Cup 2019 - 1º Turno                                               | -                                                                      |                                                                        |
| 26-6-2019                                                              | Los Angeles                                                            | Giamaica                                                               | 1 – 1                                                                  | Curaçao                                                                | Gold Cup 2019 - 1º Turno                                               | 1                                                                      |                                                                        |
| 1-7-2019                                                               | Filadelfia                                                             | Stati Uniti                                                            | 1 – 0                                                                  | Curaçao                                                                | Gold Cup 2019 - Quarti di finale                                       | -                                                                      |                                                                        |
| 8-9-2019                                                               | Willemstad                                                             | Curaçao                                                                | 1 – 0                                                                  | Haiti                                                                  | CONCACAF Nations League 2019-2020 - 1º turno                           | -                                                                      |                                                                        |
| 11-9-2019                                                              | Port-au-Prince                                                         | Haiti                                                                  | 1 – 1                                                                  | Curaçao                                                                | CONCACAF Nations League 2019-2020 - 1º turno                           | -                                                                      |                                                                        |
| 14-10-2019                                                             | Alajuela                                                               | Costa Rica                                                             | 0 – 0                                                                  | Curaçao                                                                | CONCACAF Nations League 2019-2020 - 1º turno                           | -                                                                      |                                                                        |
| 15-11-2019                                                             | Willemstad                                                             | Curaçao                                                                | 1 – 2                                                                  | Costa Rica                                                             | CONCACAF Nations League 2019-2020 - 1º turno                           | -                                                                      |                                                                        |
| 25-3-2021                                                              | Willemstad                                                             | Curaçao                                                                | 5 – 0                                                                  | Saint Vincent e Grenadine                                              | Qual. Mondiali 2022                                                    | -                                                                      |                                                                        |
| 28-3-2021                                                              | Città del Guatemala                                                    | Cuba                                                                   | 1 – 2                                                                  | Curaçao                                                                | Qual. Mondiali 2022                                                    | -                                                                      |                                                                        |
| 5-6-2021                                                               | Città del Guatemala                                                    | Isole Vergini Britanniche                                              | 0 – 8                                                                  | Curaçao                                                                | Qual. Mondiali 2022                                                    | -                                                                      |                                                                        |
| 9-6-2021                                                               | Willemstad                                                             | Curaçao                                                                | 0 – 0                                                                  | Guatemala                                                              | Qual. Mondiali 2022                                                    | -                                                                      |                                                                        |
| 13-6-2021                                                              | Panama                                                                 | Panama                                                                 | 2 – 1                                                                  | Curaçao                                                                | Qual. Mondiali 2022                                                    | -                                                                      | 65’ 76’                                                                |
| 16-6-2021                                                              | Willemstad                                                             | Curaçao                                                                | 0 – 0                                                                  | Panama                                                                 | Qual. Mondiali 2022                                                    | -                                                                      |                                                                        |
| 6-10-2021                                                              | Manama                                                                 | Bahrein                                                                | 4 – 0                                                                  | Curaçao                                                                | Amichevole                                                             | -                                                                      |                                                                        |
| 9-10-2021                                                              | Manama                                                                 | Curaçao                                                                | 1 – 2                                                                  | Nuova Zelanda                                                          | Amichevole                                                             | -                                                                      |                                                                        |
| 4-6-2022                                                               | Willemstad                                                             | Curaçao                                                                | 0 – 1                                                                  | Honduras                                                               | CONCACAF Nations League 2022-2023 - 1º turno                           | -                                                                      |                                                                        |
| 7-6-2022                                                               | San Pedro Sula                                                         | Honduras                                                               | 1 – 2                                                                  | Curaçao                                                                | CONCACAF Nations League 2022-2023 - 1º turno                           | -                                                                      |                                                                        |
| 10-6-2022                                                              | Vancouver                                                              | Canada                                                                 | 4 – 0                                                                  | Curaçao                                                                | CONCACAF Nations League 2022-2023 - 1º turno                           | -                                                                      |                                                                        |
| 26-3-2023                                                              | Willemstad                                                             | Curaçao                                                                | 0 – 2                                                                  | Canada                                                                 | CONCACAF Nations League 2022-2023 - 1º turno                           | -                                                                      | 13’, 38’                                                               |
| 29-3-2023                                                              | Santiago del Estero                                                    | Argentina                                                              | 7 – 0                                                                  | Curaçao                                                                | Amichevole                                                             | -                                                                      |                                                                        |
| 13-6-2023                                                              | Fort Lauderdale                                                        | Curaçao                                                                | 0 – 0                                                                  | Porto Rico                                                             | Amichevole                                                             | -                                                                      | 45’                                                                    |
| 8-9-2023                                                               | Port of Spain                                                          | Trinidad e Tobago                                                      | 1 – 0                                                                  | Curaçao                                                                | CONCACAF Nations League 2023-2024 - 1º turno                           | -                                                                      |                                                                        |
| 11-9-2023                                                              | Fort-de-France                                                         | Martinica                                                              | 1 – 0                                                                  | Curaçao                                                                | CONCACAF Nations League 2023-2024 - 1º turno                           | -                                                                      | 61’                                                                    |
| 13-10-2023                                                             | Willemstad                                                             | Curaçao                                                                | 1 – 2                                                                  | Panama                                                                 | CONCACAF Nations League 2023-2024 - 1º turno                           | -                                                                      | cap.                                                                   |
| 19-3-2025                                                              | Belek                                                                  | Curaçao                                                                | 0 – 2                                                                  | Kazakistan                                                             | Amichevole                                                             | -                                                                      |                                                                        |
| 6-6-2025                                                               | Oranjestad                                                             | Curaçao                                                                | 4 – 0                                                                  | Saint Lucia                                                            | Qual. Mondiali 2026                                                    | -                                                                      | 81’                                                                    |
| 10-6-2025                                                              | Oranjestad                                                             | Haiti                                                                  | 1 – 5                                                                  | Curaçao                                                                | Qual. Mondiali 2026                                                    | -                                                                      |                                                                        |
| 17-6-2025                                                              | San Jose                                                               | Curaçao                                                                | 0 – 0                                                                  | El Salvador                                                            | Gold Cup 2025 - 1° turno                                               | -                                                                      |                                                                        |
| 21-6-2025                                                              | Houston                                                                | Curaçao                                                                | 1 – 1                                                                  | Canada                                                                 | Gold Cup 2025 - 1° turno                                               | -                                                                      | 87’                                                                    |
| 24-6-2025                                                              | San Jose                                                               | Honduras                                                               | 2 – 1                                                                  | Curaçao                                                                | Gold Cup 2025 - 1° turno                                               | -                                                                      | 7’ 86’                                                                 |
| Totale                                                                 |                                                                        | Presenze                                                               | 40                                                                     |                                                                        | Reti                                                                   | 1                                                                      |                                                                        |